# Хан, Эмили
Эмили "Микки" Хан (англ. Emily "Mickey" Hahn, кит. 項美麗, 14 января 1905[…], Сент-Луис, Миссури — 18 февраля 1997[…], Манхэттен, Нью-Йорк) — американская журналистка и писательница. Считалась одной из значительных феминисток; журнал The New Yorker назвал её «забытым сокровищем американской литературы», она была автором 54 книг и более 200 статей и рассказов. 
Её романы в XX веке сыграли значительную роль в открытии Азии и Африки для Запада. Её продолжительные путешествия на протяжении всей жизни и любовь к животным повлияли на большую часть её произведений. Она была первой женщиной, получившей степень горного инженера в Висконсинском университете в Мадисоне, затем, пожив во Флоренции и Лондоне в середине 1920-х годов, она отправилась в Бельгийское Конго и совершила поход по Центральной Африке в 1930-х годах. В 1935 году она поехала в Шанхай, где в течение трёх лет преподавала английский язык и познакомилась с выдающимися деятелями, такими как сёстры Сун и китайский поэт Шао Сюньмей (Синмай Цзау).

## Ранние годы
Эмили Хан родилась в Сент-Луисе, штат Миссури, 14 января 1905 года в семье Исаака Ньютона Хана, продавца галантерейных товаров, и Ханны (Шон) Хан, свободолюбивой суфражистки. Её семья была из немецких евреев. Мать ласково прозвала её «Микки» в честь персонажа комиксов того времени по имени Микки Дули. Под этим прозвищем она была известна близким друзьям и семье. На втором году обучения в средней школе она переехала с семьёй в Чикаго, штат Иллинойс.
Обладая любовью к чтению и письму, она сначала поступила на программу общих искусств в Висконсинском университете в Мадисоне, но решила сменить курс обучения на горное дело после того, как ей не разрешили записаться на курс химии, который посещали преимущественно студенты-инженеры. В своих мемуарах «Не спеши домой» она описывает, как на программу горного дела никогда не поступали женщины. После того, как профессор её программы горного дела сказал, что «женский разум не способен постичь механику, высшую математику или какие-либо основы горного дела, преподаваемые» в инженерном деле, она решила стать горным инженером. Несмотря на прохладное отношение администрации и её однокурсников-мужчин, в 1926 году она стала первой женщиной, получившей в университете степень горного инженера. Её академические достижения были свидетельством её ума и настойчивости, поэтому её партнер по лаборатории неохотно признал: «Ты не такая уж тупая!».
В 1924 году, прежде чем окончить школу горного инженера, она проехала 2400 миль (3900 км) по Соединённым Штатам на автомобиле Ford Model T, одетая как мужчина, вместе со своей подругой Дороти Рэпер. Во время поездки по Нью-Мексико она написала о своих впечатлениях от путешествия родственнику, который, без её ведома, переслал написанные ею письма в The New Yorker. Это положило начало её ранней карьере писательницы. Хан писала для The New Yorker с 1929 по 1996 год.
В 1930 году она отправилась в Бельгийское Конго, где работала в Красном Кресте, и прожила два года в племени пигмеев, прежде чем в одиночку пересечь Центральную Африку пешком.
Её первая книга «Seductio ad Absurdum: Принципы и практики соблазнения. Справочник для начинающих» была опубликована в 1930 году. Это было ироничное исследование того, как мужчины ухаживают за женщинами. Максим Либер был её литературным агентом в 1930–1931 годах.

## Китай и Гонконг
Годы её пребывания в Шанхае, Китай (с 1935 года до вторжения Японии в Гонконг в 1941 году) были самыми бурными в её жизни. Там она познакомилась с видными шанхайскими деятелями, такими как богатый сэр Виктор Сассун, и имела привычку брать с собой на званые обеды своего любимого гиббона Мистера Миллса, одетого в подгузник и небольшой смокинг.
Поддерживая себя творчеством для The New Yorker, она жила в квартире в квартале красных фонарей Шанхая и завязала романтические отношения с китайским поэтом и издателем Шао Сюньмеем (Синмэй Зау). Он дал ей возможность написать биографию знаменитых сестёр Сун, одна из которых была замужем за Сунь Ятсеном, а другая — за Чан Кайши. 
Хан часто посещала дом Зау, что было весьма нетрадиционно для западной женщины 1930-х годов. Хумэньский договор действовал в полную силу, а Шанхай в то время был городом, разделённым между китайцами и жителями Запада. Зау познакомил ее с курением опиума, к которому она пристрастилась. Позже она написала: «Хотя я всегда хотела стать опиумной наркоманкой, я не могу утверждать, что это была причина, по которой я поехала в Китай».
После переезда в Гонконг у неё завязался роман с Чарльзом Боксером, местным главой британской разведки. Согласно статье в журнале Time за декабрь 1944 года, Хан «решила, что ей необходимо успокаивающее влияние ребёнка, но сомневалась, сможет ли она его родить. „Ерунда!“ — сказал несчастно женатый майор Чарльз Боксер. — „Я дам тебе возможность!“ Карола Милиция Боксер родилась в Гонконге 17 октября 1941 года».
Когда несколько недель спустя японцы вошли в Гонконг, Боксер был заключён в лагерь для военнопленных, а Хан была доставлена на допрос. "Почему?" — закричал начальник японской жандармерии. — «Почему… у тебя ребёнок от майора Боксера?» «Потому что я плохая девочка», — пошутила она. К счастью для неё, японцы уважали опыт хитрой дипломатии Боксера. Её не интернировали, поскольку в документе она заявила, что состоит в законном браке с Шао Сюньмэем, и поэтому японцы относились к ней как, по словам Тараса Греско из The New Yorker, «почтенной азиатке». Хан заявила, что жена Шао одобрила этот документ, поскольку это был возможный способ спасти его издательскую деятельность, и что Шао не был женат «согласно иностранному законодательству».
Как рассказала Хан в своей книге «Китай для меня» (1944), она была вынуждена давать японским чиновникам уроки английского языка в обмен на еду, и однажды она ударила начальника японской разведки по лицу. Он вернулся к ней за день до её репатриации в 1943 году и дал ей пощечину. 
«Китай для меня» мгновенно стал хитом среди публики. По словам Роджера Энджелла из The New Yorker, Хан «по правде говоря, была чем-то редким: женщиной глубоко чувствующей себя как дома в мире. Движимая любопытством и энергией, она пошла туда и сделала это, а потом без суеты написала об этом».

## Англия и возвращение в США
В 1945 году она вышла замуж за Боксера, который, как сообщалось в американских средствах массовой информации, во время интернирования японцами был обезглавлен; их воссоединение (история их любви была подробно описана в опубликованных письмах Хан) попало в заголовки газет по всей территории Соединённых Штатов. Они поселились в Дорсете, Англия, в «Конигаре», поместье площадью 48 акров (190 000 м²), которое унаследовал Боксер, и в 1948 году у них родилась вторая дочь, Аманда Боксер (ныне актриса театра и телевидения в Лондоне).
Однако, посчитав семейную жизнь слишком стеснительной, в 1950 году Хан сняла квартиру в Нью-Йорке и с тех пор лишь изредка навещала мужа и детей в Англии. Она продолжала писать статьи для The New Yorker, а также биографии Леонардо да Винчи, Афры Бен, Джеймса Брука, Фанни Берни, Чан Кайши, Д. Г. Лоуренса и Мэйбл Додж Лухан. По словам биографа Кена Катбертсона, хотя её книги получили положительные отзывы, «её универсальность, которая позволяла ей авторитетно писать практически на любую тему, сбивала с толку её издателей, которые, казалось, не знали, как продвигать или продавать книги Эмили Хан. Она не вписывалась ни в одну из обычных категорий», потому что «легко переходила… из жанра в жанр».
В 1978 году она опубликовала «Смотри, кто говорит», в этой работе рассматривалась спорная тема общения животных и человека; это была её любимая из научно-популярных книг. Свою последнюю книгу «Ева и обезьяны» она написала в 1988 году, когда ей было за восемьдесят.
Сообщается, что Хан ежедневно приходила в свой офис в The New Yorker всего за несколько месяцев до своей смерти. Она умерла 18 февраля 1997 года в Католическом медицинском центре Святого Винсента на Манхэттене. Ей было 92 года, и она умерла от осложнений после операции по поводу перелома бедренной кости.

## Память
«Скорее всего, ваша бабушка не курила сигары и не позволяла вам устраивать дикие ролевые вечеринки в своей квартире», — сказала её внучка Альфия Веккио Уоллес в своём нежном восхвалении Эмили Хан. «Скорее всего, она не учила вас нецензурной лексике на суахили. Скорее всего, когда она привела вас в зоопарк, она не начала страстно кричать во всё горло, когда вы проходили мимо клетки с гиббонами. К сожалению для вас… ваша бабушка не была Эмили Хан».
В 1998 году канадский писатель Кен Катбертсон опубликовал биографию «Никто не говорил не идти: жизнь, любовь и приключения Эмили Хан». «Никто не говорил не идти» — была одной из её характерных фраз.
В 2005 году «Сян Мэйли» (имя, данное Хан Зау Синмаем) была опубликована в Китае. В книге рассказывается о жизни и любви Хан в Шанхае 1930-х годов.
В 2009 году Дженис Ю. К. Ли опубликовала роман «Учитель игры на фортепиано», главная героиня которого во многом основана на образе Хан.

### Книги
- Seductio ad Absurdum: The Principles and Practices of Seduction—A Beginner's Handbook (1930)
- Beginner's Luck (1931)
- Congo Solo: Misadventures Two Degree North[15] (1933)
- With Naked Foot (1934)
- Affair (1935)
- Steps of the Sun[16] (1940)
- The Soong Sisters[17] (1941, 1970)
- Mr. Pan[англ.][18] (1942)[19] (1942)[20]
- China to Me: A Partial Autobiography[21] (1944,[22] 1975, 1988)
- Hong Kong Holiday[23] (1946)
- China: A to Z (1946)
- The Picture Story of China (1946)
- Raffles of Singapore (1946)
- Miss Jill[24] (1947) also as House in Shanghai (1958)
- England to Me (1949)
- A Degree of Prudery: A Biography of Fanny Burney (1950)
- Purple Passage: A Novel About a Lady Both Famous and Fantastic (1950) (опубликовано в Великобритании как Aphra Behn (1951))
- Francie (1951)
- Love Conquers Nothing: A Glandular History of Civilization (1952)
- Francie Again (1953)
- Mary, Queen of Scots (1953)
- James Brooke of Sarawak: A Biography of Sir James Brooke (1953)
- Meet the British (в соавт. с Чарльзом Роэттером и Харфордом Томасом) (1953)
- The First Book of India (1955)
- Chiang Kai-shek: An Unauthorized Biography[25] (1955)
- Francie Comes Home (1956)
- Spousery (1956)
- Diamond: The Spectacular Story of the Earth's Greatest Treasure and Man's Greatest Greed (1956)
- Leonardo da Vinci (1956)
- Kissing Cousins (1958)
- The Tiger House Party: The Last Days of the Maharajas (1959)
- Aboab: First Rabbi of the Americas (1959)
- Around the World With Nellie Bly (1959)
- June Finds a Way (1960)
- China Only Yesterday, 1850-1950: A Century of Change[26] (1963)[27]
- Indo (1963)
- Africa to Me (1964)
- Romantic Rebels: An Informal History of Bohemianism in America (1967)
- Animal Gardens (1967)
- The Cooking of China (1968)
- Recipes: Chinese Cooking (1968)
- Times and Places (1970, переиздано как No Hurry to Get Home[28] 2000)
- Breath of God: A Book About Angels, Demons, Familiars, Elementals and Spirits (1971)
- Fractured Emerald: Ireland (1971)
- On the Side of the Apes: A New look at the Primates, the Men Who Study Them and What They Have Learned (1971)
- Once Upon A Pedestal[29] (1974)
- Lorenzo: D. H. Lawrence and the Women Who Loved Him (1975)
- Mabel: A Biography of Mabel Dodge Luhan (1977)
- Look Who's Talking! New Discoveries in Animal Communications (1978)
- Love of Gold (1980)
- The Islands: America's Imperial Adventures in the Philippines (1981)
- Eve and the Apes (1988)

### Эссе и репортажи
- Hahn, Emily (1 января 1938). Dr. Baldwin. The New Yorker. 13 (46): 25–27.